# Goodrich Castle

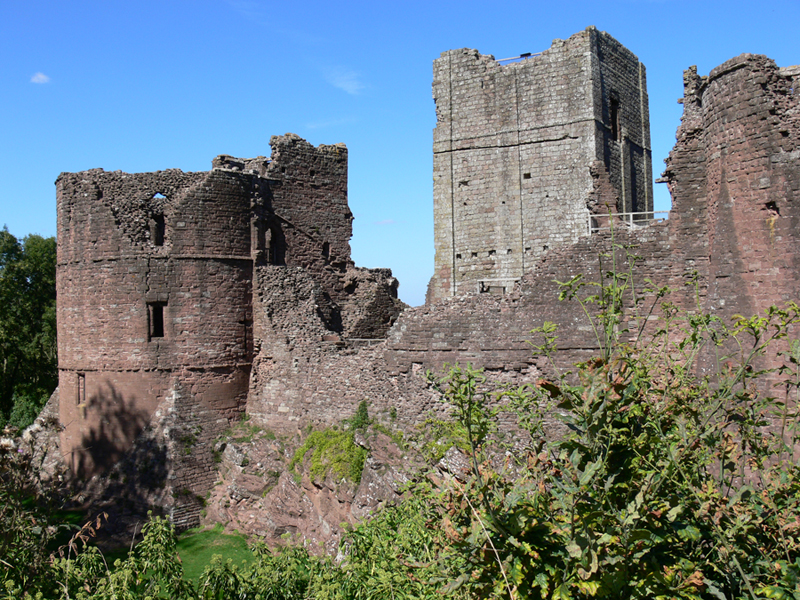
Goodrich Castle von Osten

Goodrich Castle ist eine mittelalterliche Burgruine aus normannischer Zeit, nördlich des Dorfes Goodrich in der englischen Grafschaft Herefordshire. Von ihr aus konnte man eine Schlüsselstelle an der Straße von Monmouth nach Ross-on-Wye kontrollieren. William Wordsworth hat sie als „nobelste Ruine in Herefordshire“ beschrieben und der Historiker Adrian Pettifer sieht sie als „glänzendste (Ruine) im gesamten County und eines der besten Beispiele für englische Militärarchitektur“.
Vermutlich ließ Godric of Mappestone Goodrich Castle nach der normannischen Eroberung Englands erbauen, anfangs als hölzerne Festung mit Erdwällen. Mitte des 12. Jahrhunderts wurde die ursprüngliche Burg durch einen steinernen Donjon ersetzt und Ende des 13. Jahrhunderts deutlich zu einer Ringburg erweitert, die luxuriöse Wohngebäude mit ausgedehnten Befestigungen verband. Der Erfolg der Anlage von Goodridge Castle beeinflusste in den folgenden Jahren viele andere Konstruktionen in ganz England. Es wurde der Familiensitz der mächtigen Talbots, wurde aber gegen Ende der Tudorzeit Residenz aufgegeben.
Goodrich Castle wurde im englischen Bürgerkrieg erst von der New Model Army und dann von königstreuen Kräften gehalten und schließlich 1646 von John Birch mit Hilfe des riesigen Roaring-Meg-Mörsers belagert. Die Burg fiel und wurde geschleift. Ende des 18. Jahrhunderts wurde Goodrich Castle zu einer bekannt pittoresken Ruine und Vorlage für viele Gemälde und Gedichte. Vorgänge auf der Burg bildeten die Vorlage für William Wendworths berühmtes Gedicht von 1798 namens We are Seven. Ende des 20. Jahrhunderts war das Anwesen eine bekannte Touristenattraktion, gehörte English Heritage und war für die Öffentlichkeit zugänglich.

## Architektur

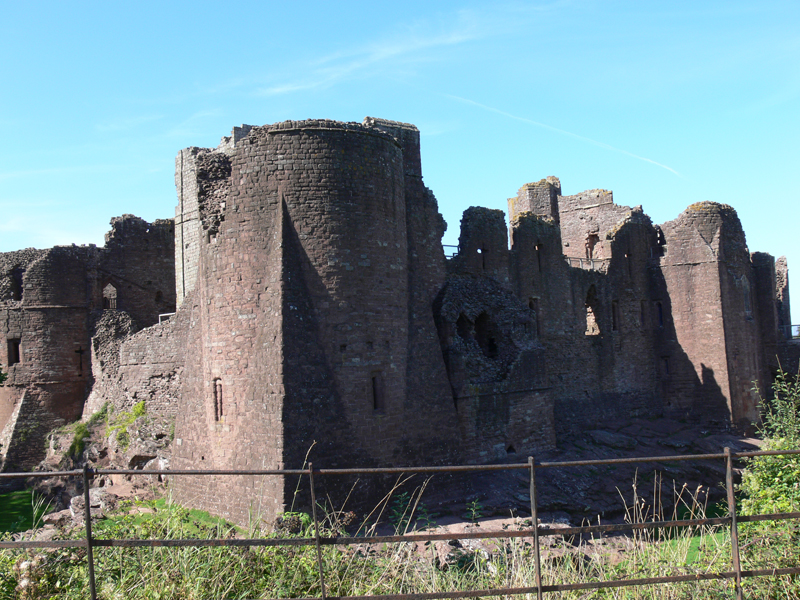
Am Südostturm sieht man das charakteristische, rechtwinklige Eckblatt zur Verhinderung der Unterminierung während einer Belagerung

Goodrich Castle steht auf einem hohen Felsvorsprung aus Sandstein über dem River Wye. Es bewacht eine Furt über den Fluss namens Walesford oder Walford, etwa 26 km entfernt von Hereford und 6,4 km von Ross-on-Wye. Die Burg überwacht die frühere Römerstraße von Gloucester nach Caerleon beim Übergang von England nach Wales.
Im Zentrum der Burg befindet sich ein Donjon mit quadratischem Grundriss, der zu Beginn der Normannenzeit aus hellgrauem Sandstein erbaut wurde. Er hat normannische Fenster und Pilaster-Strebewerke. Der Donjon hat zwar dicke Wände, ist aber relativ klein; die einzelnen Zimmer in jedem Stockwerk messen innen nur 4,5 m × 5,5 m. Dieser Donjon war eher für die Verteidigung geeignet als für das tägliche Leben. Der Donjon besaß ursprünglich aus Sicherheitsgründen eine Tür im 1. Obergeschoss, die später in ein Fenster umgewandelt wurde; der Eingang ist heute im Erdgeschoss. Die Basis des Donjons war ursprünglich von einem Erdwall umgeben, der ihn gegen Angriffe schützen sollte, und die Bruchsteine der ersten paar Lagen sind gröber.
Um den Donjon befindet sich eine nahezu quadratische Befestigung, die von drei großen Türmen überragt wird, die alle um 1280 aus etwas dunklerem Sandstein errichtet wurden. Auf der verletzlicheren Süd- und Ostseite der Burg wurden Burggräben von 27 m Länge und 9 m Tiefe in den Fels gemeißelt, wobei man einen natürlichen Bruch ausnutzte. Diese Türme haben große Eckblätter, die aus Verschneidungen von Pyramide mit quadratischem Grundriss mit den runden Türmen entstehen und an den Wänden aufsteigen. Dieses Detail ist charakteristisch für Burgen in den Welsh Marches, wie z. B. St. Briavels Castle und Tonbridge Castle. Sie sollten die Unterminierung der Türme durch Angreifer verhindern.

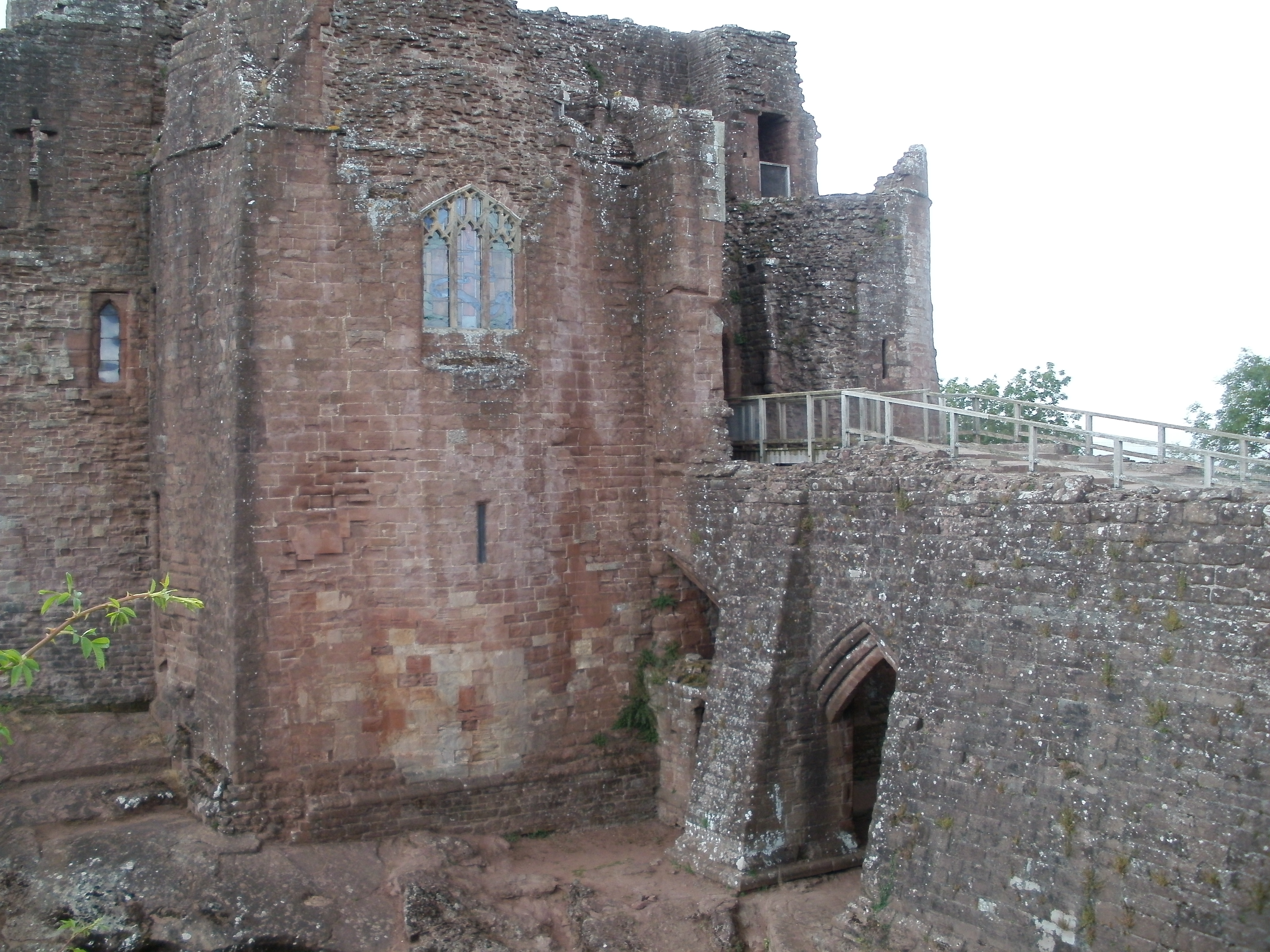
Das Torhaus kann man über einen ausgesetzten Damm erreichen, der von der Barbakane (rechts) verdeckt wird. Das Fenster der Kapelle kann man im linken Turm sehen.

Die vierte Ecke der Burg bildet das Torhaus. Hier wurde die klassische, eduardische Torhauskonstruktion in ein asymmetrisches Gebäude abgewandelt, bei dem ein Turm viel größer ist als der andere. Am Torhaus findet man Fallgatter, Meurtrières (Öffnungen in der Gewölbespitze, durch die die Verteidiger auf die Angreifer schießen konnten) und eine Zugbrücke. Unterhalb des Torhauses liegt eine große Barbakane, die der zur selben Zeit entstandenen aus dem Tower of London ähnelt und möglicherweise von denselben Handwerkern errichtet wurde. Sie soll den Damm zum Torhaus schützen. Die Barbakane hat heute nur noch die Hälfte ihrer ursprünglichen Höhe, besitzt aber ein eigenes Tor, das dazu diente, Eindringlinge an der inneren Festungsmauer festzusetzen. Torhaus und Barbakane sind durch einen Steindamm verbunden.
Der nach Osten zeigende Turm des Torhauses enthält eine Kapelle, eine unübliche Anordnung, die wohl dem Platzmangel geschuldet ist. Sie hat ein kürzlich restauriertes Ostfenster aus Glas im Stil des 15. Jahrhunderts, das von Nicola Hopwood entworfen wurde und Licht auf den Priestersitz (Sedilia) fallen lässt. Der Fensterrahmen aus dem 15. Jahrhundert ersetzte ein noch größeres Fenster aus dem 13. Jahrhundert. Das Westfenster der Kapelle ist modern und erinnert an britische Soldaten, die von 1936 bis 1976 bei der Entwicklung des Radars ihr Leben ließen. Der Altar selbst ist besonders alt; er entstand möglicherweise noch vor der Burg.
Die Vorburg nahm eine Reihe großer Gebäude für den Haushalt der Burg auf, z. B. den Rittersaal, den Solar, die Küche, den Servierraum und die Speisekammer, alle mit einer luxuriös großen Anzahl an Aborterkern und offenen Kaminen. Die großen Türme boten weitere Wohnmöglichkeiten. Die Konstruktion der Haushaltsgebäude war sorgsam miteinander verbunden, um die Verteidigung der Vorburg zu unterstützen. Der 20 m × 9 m große Rittersaal z. B. liegt in der stärksten Position über dem River Wye, sodass er trotz der großen Fenster und des großen offenen Kamins leicht verteidigt werden konnte. Das Wasser für die Burg wurde ursprünglich aus dem Brunnen im Hof geschöpft, wurde aber später von einer Quelle auf der anderen Seite des Tals durch Leitungen der Burg zugeführt. In den Küchen gab es ab dem Anfang des 17. Jahrhunderts Leitungswasser. Die Konstruktion der Gebäude stellte sicher, dass Dienerschaft und Herrschaften auf dem begrenzten Platz einer Burg voneinander getrennt leben konnten, was zu damaliger Zeit revolutionär war.
Unterhalb der Hauptburgmauern liegen die Stallungen. Heute liegen sie in Ruinen, aber man sieht noch den Boden aus Geröll. Die Stallungen und die Nord- und Westseite der Burg wurden durch eine weitere, kleinere Kurtine geschützt, aber die ist heute größtenteils verfallen. Aus Kontenaufzeichnungen ist ersichtlich, dass die Stallungen etwa 60 Pferde aufnehmen konnten und im 17. Jahrhundert zur Aufnahme von noch mehr Tieren erweitert wurden.

## Geschichte

### Mittelalter

#### 11. und 12. Jahrhundert

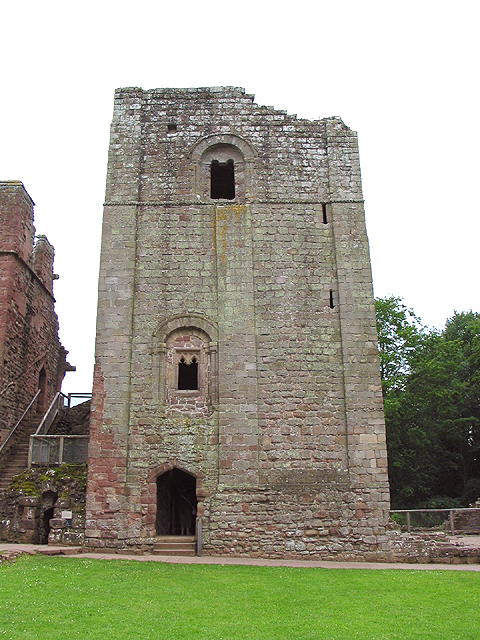
Der Große Donjon ersetzte die ursprüngliche Holz- und Erdwallfestung von Godric of Mappestone Mitte des 12. Jahrhunderts

Goodrich Castle gab es seit 1101; damals hieß es Godric’s Castle, vermutlich nach Godric of Mappestone, einem angelsächsischen Thane und Landbesitzer in der Gegend, der im Domesday Book 1086 erwähnt wird. Historiker aus viktorianischer Zeit glaubten aber, dass die Burg noch älter ist und aus vornormannischer Zeit von König Knut stammt und dieses Gelände zur kleinen Zahl sächsischer Befestigungen entlang der walisischen Grenze gehörte. Zur Zeit der normannischen Eroberung Englands gehörte Goodrich Castle zu den Welsh Marches, einer Reihe von Ländereien, die den normannischen Adligen in Wales und an der walisischen Grenze entlang zu Lehen gegeben wurden. Obwohl Goodrich auf der sichereren, englischen Seite der Grenze lag, hatte es doch fast die ganze Zeit über mit Angriffen und Überfällen zu kämpfen.
Im 12. Jahrhundert begann sich die Einstellung des englischen Adels gegenüber den Walisern zu verhärten. Das Vorgehen folgender Herrscher, aber vor allen Dingen das von Heinrich II., wurde in dieser Region immer aggressiver. Mitte des 12. Jahrhunderts wurde Godrics ursprüngliche Erd- und Holzfestung abgerissen und durch einen hohen, aber relativ kleinen, quadratischen Donjon aus Stein ersetzt, der manchmal „Macbeth’s Tower“ genannt wird. Der Donjon war sicher und beeindruckend konstruiert, aber relativ billig zu bauen. Es ist aber nicht sicher, wer genau für diesen Umbau verantwortlich war, ebenso wenig wie das genaue Datum desselben, das zwischen 1120 und 1176 gelegen haben mag.
Anfang des 12. Jahrhunderts ging die Burg von Godric an William Fitz Baderon über, der vermutlich der Schwiegersohn des ersteren war, und in den 1120er-Jahren weiter an dessen Sohn, Baderon of Monmouth. England aber versank in den 1130er-Jahren in Anarchie, weil die rivalisierenden Parteien von Stephan und seiner Base Matilda nach der Macht strebten. Baderon of Monmouth heiratete Rohese de Clare, ein Mitglied der mächtigen Familie Clare, die üblicherweise Stephan unterstützten. Es gibt Aufzeichnungen, die nahelegen, dass Baderon Goodrich Castle während der Kämpfe in der Region, die größtenteils zu den Unterstützern Matildas hielt, aufgeben musste. Einige vermuten, dass Baderon vielleicht deswegen den steinernen Donjon in den ersten Jahren dieses Konfliktes bauen ließ. Stephan machte aber Baderons Schwager, Gilbert de Clare, zum Earl of Pembroke und dieser erwarb später Goodrich Castle selbst. Gilberts Sohn, Richard, der auch „Strongbow“ genannt wurde, folgte ihm 1148 nach, und Richard ist ein weiterer Kandidat für den Bau den Donjons. 1154 fiel Richard in Ungnade bei Heinrich II., weil die De Clares Stephan unterstützt hatten, und die Burg fiel an die Krone. Einige meinen auch, dass der König selbst den Donjon hätte bauen lassen.

#### 13. und 14. Jahrhundert

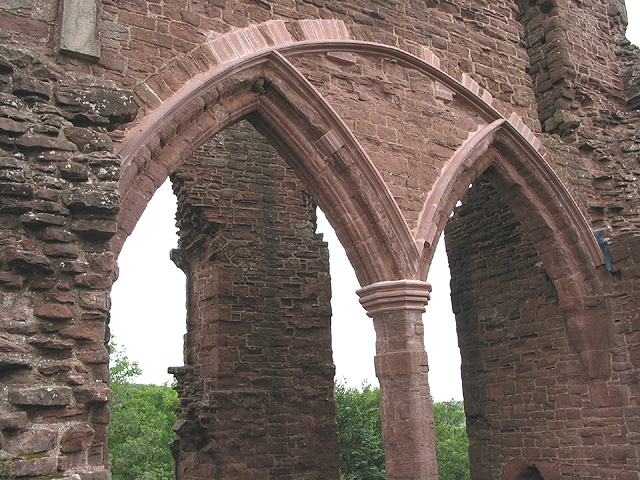
Der private Solar wurde bei der Erweiterung unter William de Valence in die Verteidigungsmauern eingebaut.

Während der folgenden Herrschaften von Richard Löwenherz und seinem Bruder Johann Ohneland waren Burg und Grundherrschaft in den Händen der Krone. König Johann aber verlor viele Ländereien in Frankreich, was im Gegenzug viele wichtige englische Adlige um ihr eigenes Land brachte – Johann sorgte sich zunehmend um eine mögliche Opposition gegen seine Herrschaft. Daher übertrug er 1203 Goodrich Castle und die umgebende Grundherrschaft an William Marshal, den Earl of Pembroke, um ihn zumindest teilweise für seine Landverluste in Frankreich zu entschädigen. Marshal war ein bekannter englischer Ritter im Ruf eines tapferen Kriegers und er erweiterte Goodrich Castle um eine turmbewehrte, steinerne Kurtine um den schon existierenden Donjon. Marshal musste militärisch einschreiten, um Goodrich Castle vor walisischen Angriffen zu beschützen. Besonders bekannt ist die Intervention 1216, als Marshal gezwungen war, die Krönungsfeierlichkeiten für Heinrich III. in Gloucester zu verlassen und nach Goodrich zurückzueilen, um die Burg zu befestigen.
Marshals Sohn erbte die Burg nach dem Tod seines Vaters; Marshal vererbte sie an seinen ältesten Sohn William, der sie wiederum an seinen jüngeren Bruder, Walter, weitergab. Nach Williams Tod aber übernahm Marshals zweiter Sohn, Richard, die Burg. Richard für die Opposition der Barone gegen Heinrich III. an und verbündete sich mit den Walisern, was dazu führte, dass König Heinrich 1233 Goodrich Castle belagerte und wieder für einige Zeit die persönliche Kontrolle über die Burg erlangte. Walter bekam zwar später Goodrich Castle wieder zurück, starb aber wenig später 1245.
Die Burg fiel kurz wieder zurück an die Krone, wurde aber 1247 durch Heirat an William de Valence, den Halbbruder Heinrichs III., übertragen. De Valence war ein französischer Adliger aus Poitiers und ein ausgewiesener Soldat, der den größten Teil seines Lebens in militärischen Konflikten verbrachte. Heinrich arrangierte seine Heirat mit Joan de Munchensi, einer der Erbinnen des Anwesens von Marshal. Diese Heirat machte de Valence immens reich und verschaffte ihm den Titel eines Earl of Pembroke.

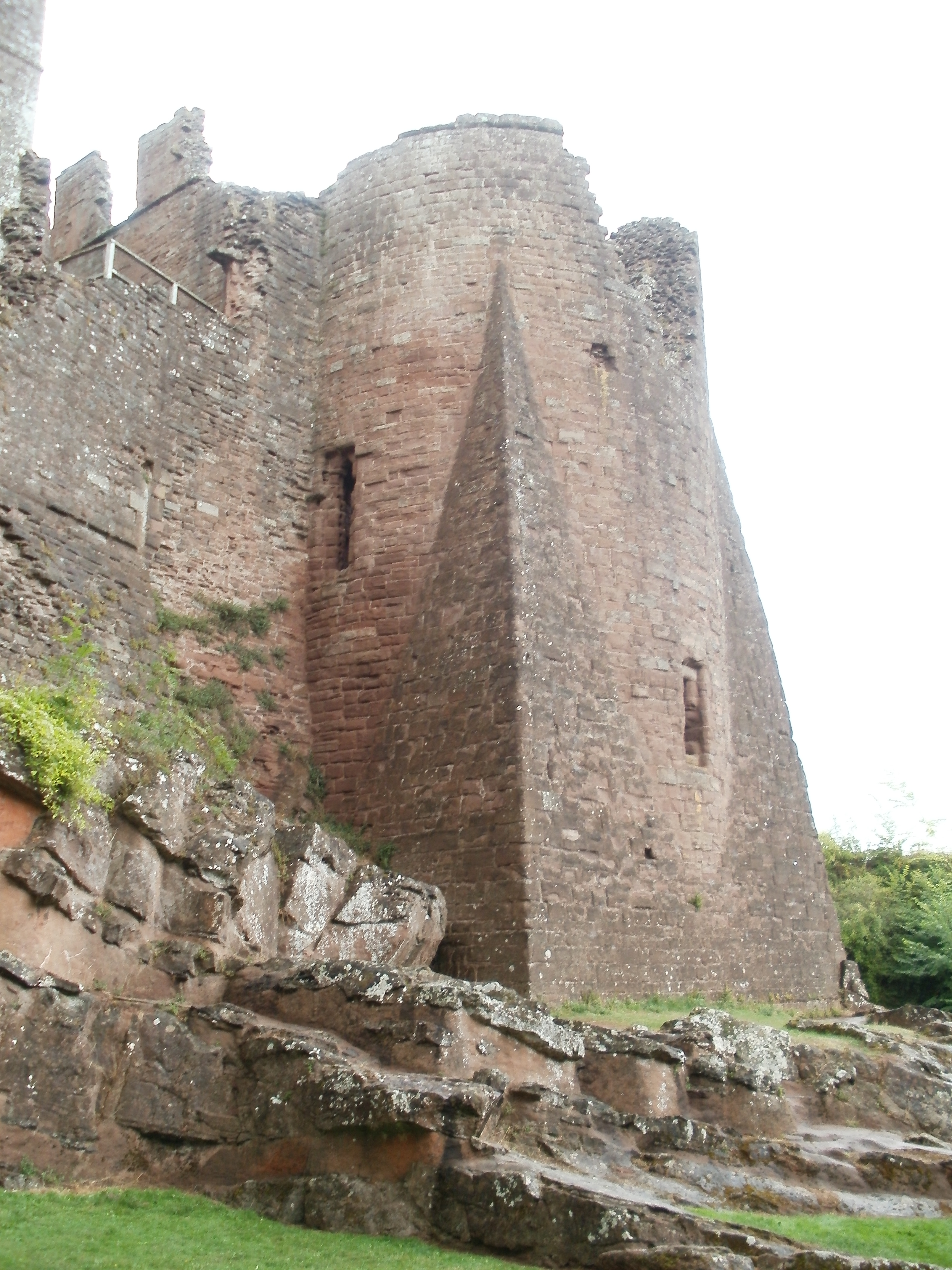
Der massive Südostturm

Die Situation an der walisischen Grenze blieb jedoch ungelöst und in den Jahrzehnten nach 1250 verschlechterte sich die Sicherheitslage zusehends, weil der walisische Prinz Llywelyn ap Gruffydd verschiedene Überfälle auf englisches Territorium durchführte. Das Wye Valley und Goodrich waren von diesen Überfällen besonders betroffen.
Also ließ William de Valence ab den 1280er-Jahren eine viel größere Burg um den ursprünglichen Donjon bauen und Marshals frühere Veränderungen zerstören. Als Teil des enorm teuren Baus ließ de Valence Eichen aus verschiedenen königlichen Wäldern verarbeiten. De Valence baute zur selben Zeit, als sein Neffe König Eduard I. seine großen Burgen in Nordwales bauen ließ, und die Ringburg, die er in Goodrich baute ähnelt diesen Burgen in Konstruktion und Seltenheit in England. De Valences Sohn Aymer ließ vor seinem Tod 1324 eine zusätzliche äußere Verteidigungslinie bauen, einschließlich einer äußeren Barbakane, die durch den Tower of London inspiriert war, und deren experimenteller Vorläufer die frühere Valence-Barbakane von Pembroke Castle war. Der Effekt war ein früher Erfolg bei der Umwandlung einer Festung in ein größeres Wohngebäude, das aber weiterhin gut verteidigt werden konnte. Dieser Umbau beeinflusste auch den späteren Burgumbau von Berkeley Castle.
Die Burg wurde dann an Aymers Nichte, Elisabeth de Comyn, eine junge Adlige mit guten Verbindungen, weitervererbt. Um die Mitte der 1320er-Jahre aber war England im Griff der Terrorherrschaft der Marcher-Lords Hugh le Despenser, dem Älteren, und seinem Sohn, Hugh le Despenser, dem Jüngeren, den königlichen Favoriten von Eduard II. Als Teil der „ausgedehnten Rache“ an seinen Rivalen, besonders in den Marches, eignete sich die Despensers widerrechtlich eine große Zahl von Anwesen an, insbesondere von verletzlichen Eignern, wie Witwen, Frauen von Männern, die beim König in Ungnade gefallen waren, und unverheirateten Frauen. Sobald Elisabeth die Burg geerbt hatte, entführte Hugh le Despenser, der Jüngere, sie in London, transportierte sie nach Herefordshire und sperrte sie in ihrer eigenen Burg ein. Unter Todesdrohungen überantwortete Elisabeth schließlich Goodrich Castle und weitere Ländereien im April 1325 an die Despensers. Elisabeth heiratete dann Richard Talbot, den 2. Baron Talbot, der 1326, kurz vor der Landung von Königin Isabelle de France in England, die Burg zurückgewann und die beiden Despensers und Isabelles Gatten, Eduard II., absetzte. Richard Talbot und seine Frau Elisabeth gewannen im Jahr darauf ihren rechtlichen Titel auf die Burg zurück. Richard erhielt später von Isabellas Sohn Eduard III. die Erlaubnis, einen Kerker unter dem Donjon zu errichten und dort Gefangene festzuhalten.

#### 15. und 16. Jahrhundert

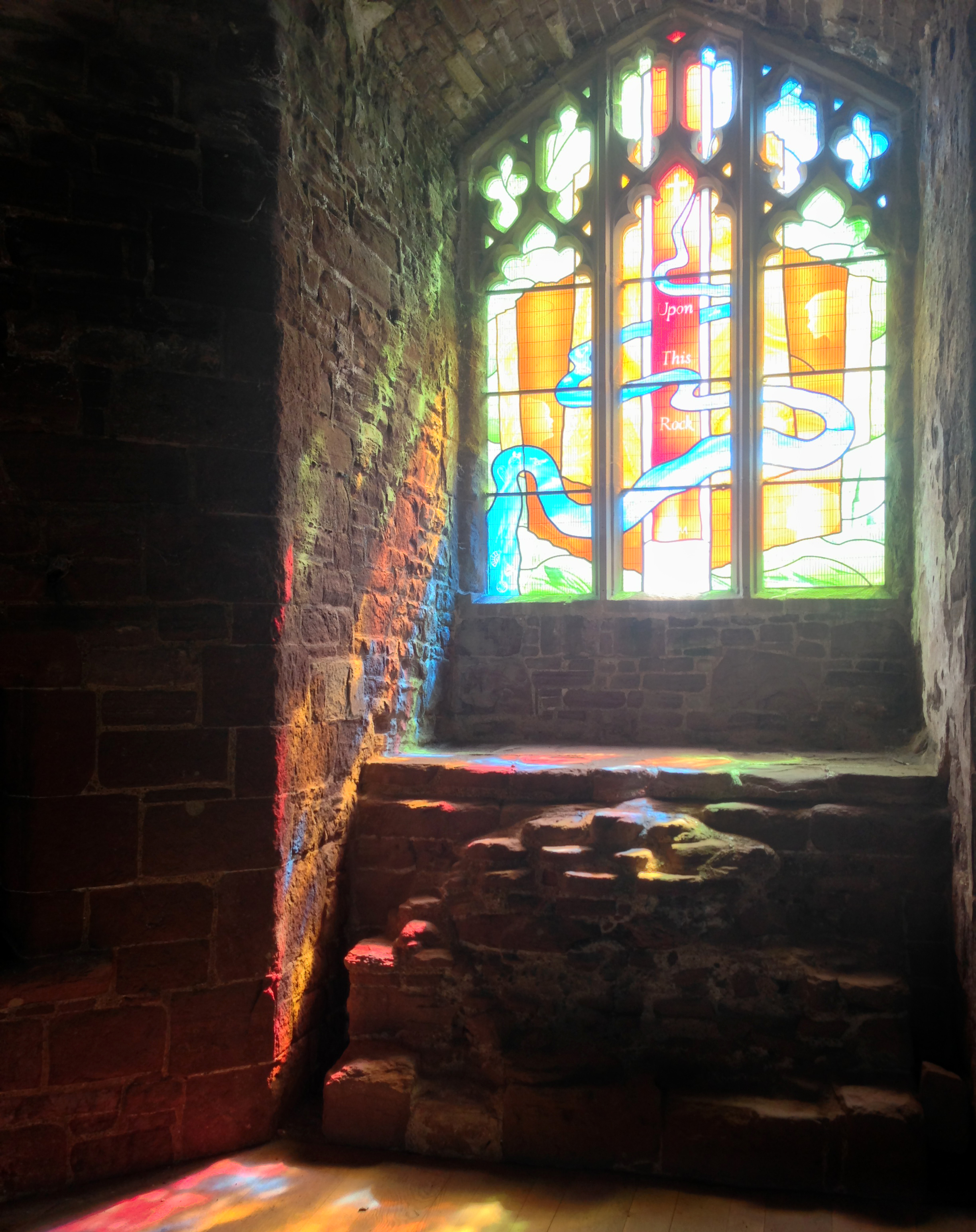
Das derzeitige Bleiglasfenster in der Kapelle wurde im Jahre 2000 entworfen, es wurde aber Glas aus dem 15. Jahrhundert verwendet.

Goodrich Castle blieb viele Jahre lang der bevorzugte Sitz von Richard Talbots Nachkommen. In den ersten Jahren blieb die Sicherheitslage in Wales eine stete Sorge. Owain Glyndŵr lehnte sich 1402 gegen die englische Herrschaft auf und walisische Truppen drangen 1404 und 1405 in Goodrich ein. Gilbert Talbot war verantwortlich für die Abwehr des walisischen Vorstoßes und die Sicherung der Burg. Mit der Zeit verringerte sich aber die Gefahr. Im 15. Jahrhundert erweiterten die Talbots die Wohnbereiche der Herrschaft in der Burg deutlich und ließen zusätzliche Quartiere für Dienerschaft und Gefolgsleute bauen.
Die Talbots wurden 1442 zu Earls of Shrewsbury ernannt, kurz vor Beginn der Rosenkriege, in denen sie das Haus Lancaster unterstützten. Die Kriege sorgten dafür, dass die Talbots häufig anderswo in England kämpfen mussten und oft in ihrer Burg in Sheffield weilten. John Talbot starb bei der Niederlage der Lancasterianer in der Schlacht von Northampton 1460 und die Burg war so verwirkt und wurde an den Yorkisten William Herbert übertragen. Johns Sohn, der ebenfalls John Talbot hieß, machte aber später seinen Frieden mit dem König und erhielt die Kontrolle über seine Ländereien und Goodrich Castle vor seinem Tod 1473 zurück.
Im 16. Jahrhundert wurde die Burg als Residenz unmodern. Goodrich Castle lag zu weit von London entfernt, um eine nützliche Machtbasis zu sein, und wurde nach und nach zu Gunsten modernerer Familiensitze verlassen. Goodrich diente aber weiterhin als Justizzentrum; der Antiquar John Leland notierte, dass ein Teil der Burg in den 1530er-Jahren als Gefängnis für das örtliche Gericht diente und Burggraben wurde manchmal genutzt, von örtlichen Bauern konfiszierte Rinder unterzubringen.
1616 starb Gilbert Talbot ohne männliche Nachkommen und so fiel Goodrich Castle an Henry Grey, den Duke of Kent. Die Familie Grey entschied sich, nicht in Goodrich Castle zu leben, sondern es stattdessen an eine Reihe von Lehensleuten zu vergeben.

### Englischer Bürgerkrieg

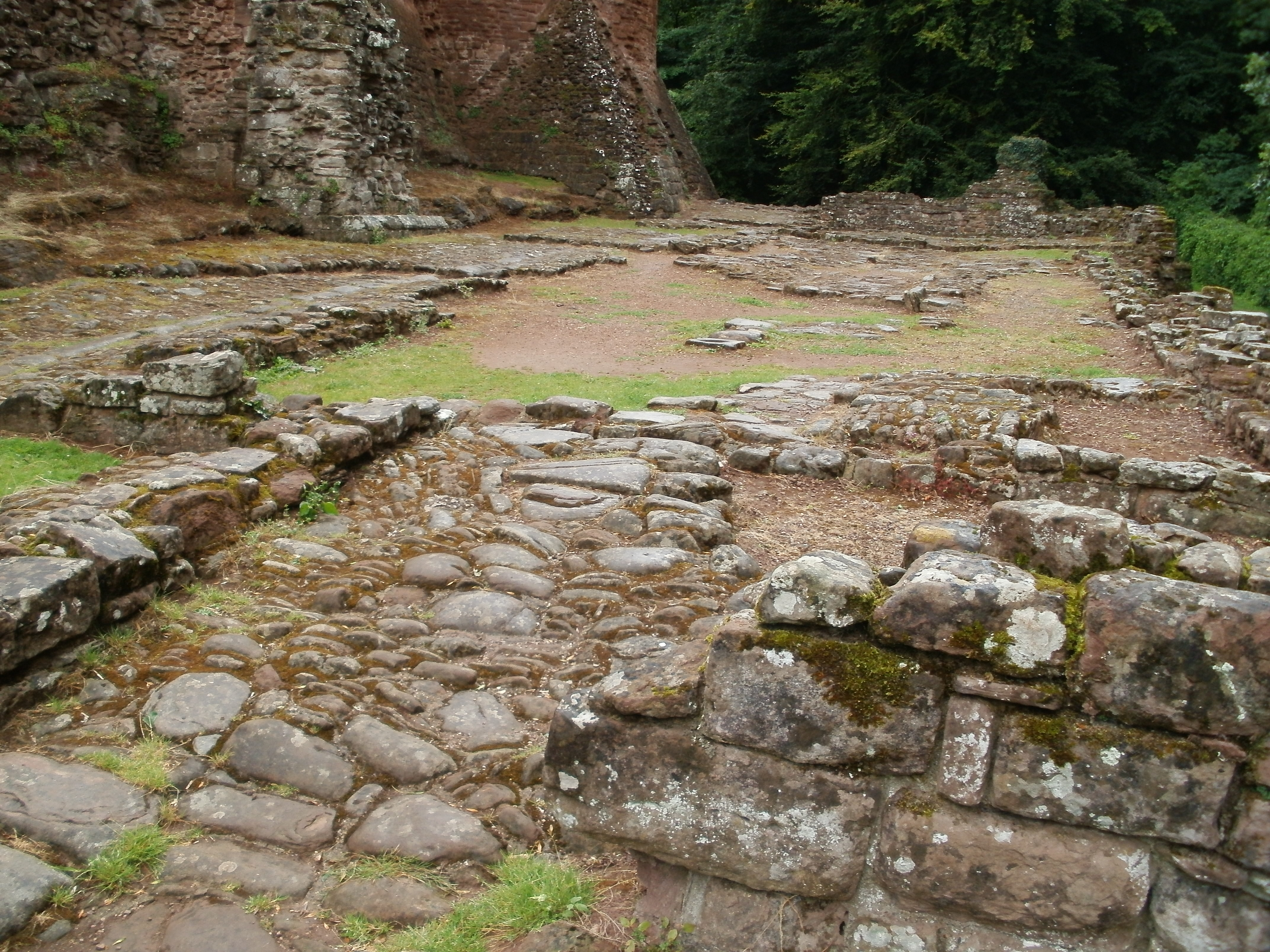
Die Überreste der Stallungen, die von Colonel John Birch bei seinem Nachtangriff im 1646 zerstört wurden

Goodrich Castle war in den 1640er-Jahren der Schauplatz einer der traurigsten Belagerungen des englischen Bürgerkrieges, bei dem die rivalisierenden Parteien der Roundheads und der Royalisten in ganz England um die Macht kämpften. In den Jahren vor dem Krieg wurde die Bautätigkeit in der Burg wieder aufgenommen. Richard Tyler, ein örtlicher Richter, wurde Lehensmann und Konstabler der Burg und Anfang der 1630er-Jahre wurden wesentliche Renovierungsarbeiten durchgeführt. Kurz nach Ausbruch des Krieges, im Dezember 1643, stellte Henry Grey mit Hilfe von Tyler eine Garnison für die Roundheads in der Burg auf, aber der zunehmende Druck auf die Region von Seiten der Royalisten zwang ihn zum Rückzug nach Gloucester. Die Besetzung war alles Andere als friedlich; die Royalisten brannten umliegende Bauernhöfe nieder – Tyler selbst wurde von Lingen gefangen genommen, konnte aber vorher das Vieh und andere bewegliche Habe verkaufen. Einige Quellen aus dieser Zeit benennen Goodrich Castle als „Guthridge Castle“, eine Variante des Namens.
Als die Lage der Royalisten schlechter wurde, wurde der Südwesten Englands eine ihrer Hochburgen. Lingen, der mit 200 Mann und 90 Pferden in Goodrich Castle saß, führte Überfälle auf parlamentarische Truppen in Region durch und stellte somit eine stetige Herausforderung für sie dar. Es war aber nichts unternommen worden, die Verteidigungslinien der Burg mit moderneren Erdwällen zu verstärken, und so blieb die Burg im Wesentlichen so, wie sie im Mittelalter gebaut worden war.
1646 marschierten die Roundhead-Colonels John Birch und Robert Kyrle von ihrer erfolgreichen Belagerung von Hereford nach Süden und belagerten die Burg mit dem Ziel, eine der verbliebenen Hochburgen der Royalisten zu vernichten. Es gab einige persönliche Animositäten zwischen Lingen und Birch und beide waren ausgesprochen impulsive Zeitgenossen. Birchs erstes Ziel war die Verhinderung weiterer Angriffe von Lingen und am 9. März brannte er die nur mangelhaft verteidigten Stallungen bei einem nächtlichen Überraschungsangriff nieder, wobei er die Pferde der Royalisten wegtrieb und so ihre Mobilität zeitlich einschränkte. Birch verstand es allerdings nicht, seinen taktischen Vorteil zu nutzen, und in den folgenden Monaten schaffte es Lingen, einen Teil der Pferde zu ersetzen und nahm die Attacken auf die parlamentarischen Truppen wieder auf.

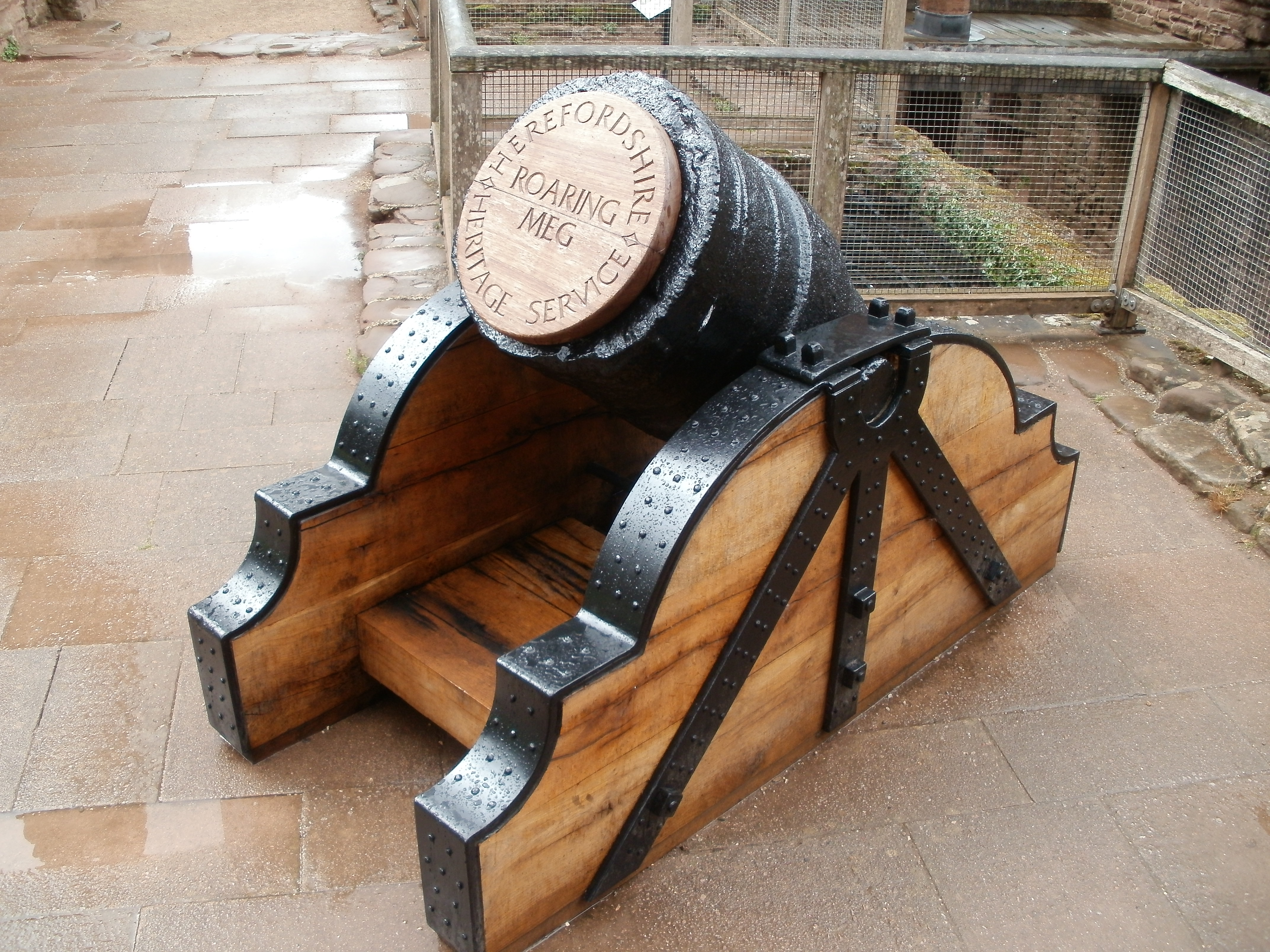
Die „Roaring Meg“, ein Mörser, der im März 1646 gegen die Burg eingesetzt wurde

Im Juni kehrte Birch zurück und belagerte die Burg selbst. Er stellte fest, dass sie zu stark war, um durch einen direkten Angriff eingenommen zu werden, und begann stattdessen, Gräben anlegen zu lassen, die ihm ermöglichten, Artillerie in Stellung zu bringen. Die Angriffe der Parlamentarier zerstörten die Wasserleitung in die Burg und die Zisternen im Burghof wurden durch explodierende Granaten zerstört, wodurch die Garnison auf den alten Ziehbrunnen angewiesen war. Da sich die Besatzung der Burg immer noch nicht ergab, ließ Colonel Birch einen enorm großen Mörser namens ‘’Roaring Meg’’ bauen, der mit Schießpulver gefüllte Granaten mit einem Gewicht von 85–90 kg verschießen konnte.
Birch konzentrierte seine Bemühungen auf den Nordwestturm, wobei der seinen Mörser gegen Mauern einsetzte und zusätzlich die Fundamente mit seinen Approchen unterminierte. Lingen antwortete darauf mit Gegenminen unter den Tunneln der Roundheads. Vermutlich wäre diese Taktik sogar erfolgreich gewesen, aber Birch verlegte seinen Mörser im Schutz der Dunkelheit nach vorne und griff den Turm auf kurze Distanz an, sodass dieser in sich zusammenbrach und Lingens Gegenminen unter sich begrub. Nachdem ihnen nur noch vier Fässer Schießpulver und 30 Fässer Bier geblieben waren und ein direkter Angriff der Parlamentarier unmittelbar bevorstand, ergaben sich die Royalisten. Entsprechend der Tradition zog die Garnison zu den Tönen von Sir Henry Lingen’s Fancy ab.
Trotz der Zerstörungen konnte Tyler in die Burg zurückziehen, die nun durch eine kleine Garnison der Parlamentarier geschützt war. Nach Untersuchungen durch die parlamentarischen Gesandten Brown und Selden wurde die Burg aber im folgenden Jahr geschleift, sodass es nicht mehr möglich war, sie zu verteidigen. Die Gräfin von Kent, die neue Eignerin der Burg, erhielt einen Schadenersatz von £ 1000, entschied sich aber dann, die Festung nicht mehr aufzubauen, weil sie zu dieser Zeit praktisch unbewohnbar war.

### 18. und 19. Jahrhundert

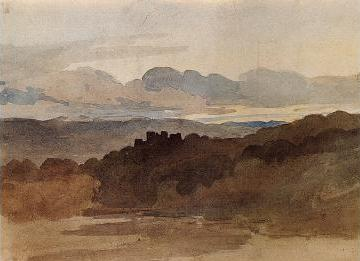
Die pittoresken Ruinen der Burg inspirierten viele Künstler, wie z. B. David Cox, der dieses Aquarell 1815 malte.

Nach dem Bürgerkrieg blieb Goodrich Castle bis 1740 in Besitz der Earls of Kent und wurde dann von Henry Grey an Admiral Thomas Griffin verkauft. Griffin beauftragte einige Renovierungsarbeiten in der Burg, beließ sie aber als Ruine.
In den 1780er-Jahren wurde das Konzept der pittoresken Ruine vom englischen Maler William Gilpin populär gemacht. Goodrich Castle war eine der Ruinen, die in seinem Buch Observations on the River Wye 1782 erwähnt wurde, wobei er schrieb, dass die Burg ein Beispiel für eine „typisch pittoreske“ Landschaft wäre. Damals befand sich die Burg in einem Stadium langsamen Verfalls. Theodore Fielding, ein früher viktorianischer Historiker, notierte:

”(…) the castle’s situation, far from human dwellings, and the stillness with that solitude, insures to its precinct, leaves contemplation to all the solemnity, that is inspired by the sight of grandeur sinking in dignity, into decay". (dt.: „(…) die Lage der Burg, weit entfernt von menschlichen Wohnungen, und die Stille mit dieser Einsamkeit, sichert ihre Grenze, überlässt ihr Trost für all ihre Feierlichkeit, die durch den Blick der in Würde sinkenden Größe in Verfall inspiriert ist.“)

Die Regency- und viktorianischen Maler David Cox und William Callow malten die Burg und die umgebende Landschaft ebenfalls und schworen damit wieder die pittoreske, romantische Stimmung, die typisch für die damalige Zeit war, herauf.
Die Burg wurde von William Wordsworth als „edelste Ruine in Herefordshire“ gepriesen. Wendworth besuchte Goodrich Castle erstmals 1793 und eine Begegnung mit einem kleinen Mädchen, während er die Ruinen erforschte, ließ ihn 1798 das Gedicht We are Seven schreiben. Andere Dichter dieser Zeit wurden ebenfalls durch die Burgruine inspiriert, z. B. Henry Neale 1827.
In den 1820er-Jahren konnten die Besucher einen frühen Führer an der Burg kaufen, der die Geschichte von Goodrich Castle darstellte und in viktorianischer Zeit mussten sie Sixpence bezahlen, um die Burg zu besichtigen. Anfang der 1820er-Jahre versuchte der Altertumsforscher Samuel Rush Meyrick, das Anwesen zu kaufen, und wollte die Burg wieder in ein privat genutztes Haus verwandeln, schaffte es aber nicht, die damaligen Eigner vom Verkauf zu überzeugen. Stattdessen ließ Meyrick den neugotischen Goodrich Court im ähnlichen Stil nebenan bauen, was Wordsworth sehr missfiel, als er 1841 nach Goodrich Castle zurückkehrte und entdeckte, dass seine Aussicht durch das neue Gebäude verdorben war. Die neue Brücke über den River Wye, die 1828 gebaut wurde, und die 1873 angelegte Eisenbahnstrecke sorgten für eine größere Zahl an Besuchern.
Goodrich Castle ging dann durch mehrere Hände, bis 1915 die Office of Works die Diskussion mit der damaligen Eignerin, Mrs Edmund Bosanquet, begann. Weiträumige Einstürze von Teilen des Nordwestturmes und der Kurtine 1919 führten zu Bosanquets Entscheidung, die Burg 1920 an den Commissioner of Works zu übertragen. Dieser ließ ein Programm von Reparaturen und Stabilisierungen der Ruine im damaligen Stand einleiten.

## Heute

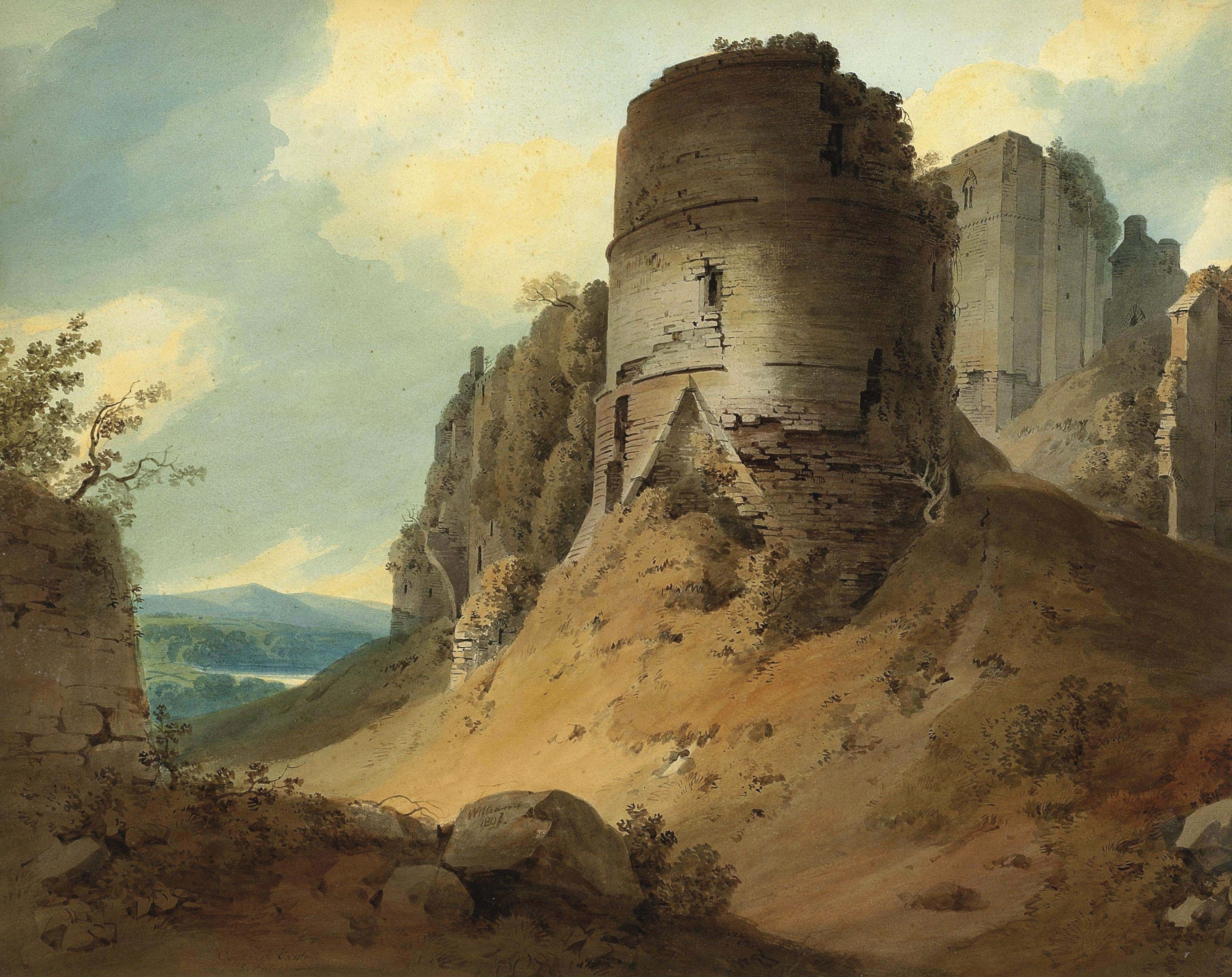
Die Ruinen, hier abgebildet von Hugh William 'Grecian' Williams 1801, in viktorianischer Zeit eine Sehenswürdigkeit.

Heute wird Goodrich Castle von Historikern als „glänzendste (Ruine) im gesamten County und eines der besten Beispiele englischer Militärarchitektur“ angesehen. Die Burg ist als historisches Gebäude I. Grades und Scheduled Monument klassifiziert.
Es gibt noch umfangreiche Überreste der Burg, die heute von English Heritage verwaltet werden und für die Öffentlichkeit zugänglich sind. Goodrich Court auf dem Nachbargrundstück wurde 1949 abgerissen und so die originale Landschaft wiederhergestellt. Der Mörser Roaring Meg, der vom Herefordshire Council erhalten wurde, wurde zusammen mit einer Reihe von Kanonenkugeln aus dem englischen Bürgerkrieg, die bei Ausgrabungen in Goodrich in den 1920er-Jahren gefunden wurden, auf das Anwesen zurückgebracht.

## Sagen und Geister
Verschiedene Legenden ranken sich um Goodrich Castle. Der Donjon heißt auch „Macbeth’s Tower“ nach Sagen über einen irischen Häuptling, der dort gefangengehalten wurde. Der Sage nach starb er, als er versuchte, zu fliehen, und sein Geist soll dort immer noch umgehen.
Die Ereignisse des englischen Bürgerkrieges haben dort auch ihre Spuren hinterlassen. Man erzählt sich, dass Colonel Birchs Nichte, Alice Birch, sich in einen gutaussehenden Royalisten, Charles Clifford, verliebte. Der Sage nach sollen die beiden vor dem letzten Angriff zu fliehen versucht haben, starben aber in einer Sturzflut, als sie den River Wye durchqueren wollten, und leben heute als Geister auf dem Anwesen.